# Wim Geldolf
Wim Geldolf (Antwerpen, 29 augustus 1928 – Aartselaar, 20 februari 2016) was een Belgisch politicus voor de BSP en diens opvolger SP.

## Levensloop
Geldolf werd in 1950 licentiaat in de wijsbegeerte en letteren aan de VUB. Hij werd leraar aan de gemeentelijke middelbare school voor Handel en Administratie in Deurne en in 1953 werd hij directeur van het Centrum voor Kadervorming van de ABVV-afdeling van Antwerpen. Ook was hij hoogleraar aan het Rijksuniversitair Centrum Antwerpen, werd hij in 1959 directeur van de Volkshogeschool Instituut Emile Vandervelde. Van 1961 tot 1963 was hij bovendien kabinetsadviseur van vice-eerste minister Paul-Henri Spaak.
Voor de BSP zetelde hij van 1968 tot 1978 in de Kamer van volksvertegenwoordigers voor het arrondissement Antwerpen. In de periode december 1971-oktober 1978 had hij als gevolg van het toen bestaande dubbelmandaat ook zitting in de Cultuurraad voor de Nederlandse Cultuurgemeenschap, die op 7 december 1971 werd geïnstalleerd en de verre voorloper is van het Vlaams Parlement. In de Kamer was hij van 1971 tot 1977 ondervoorzitter en van 1977 tot 1978 voorzitter van de socialistische fractie. Vervolgens was hij voor de SP van 1983 tot 1985 gecoöpteerd senator in de Senaat. Ook was hij van 1975 tot 1978 ondervoorzitter van de Gewestelijke Economische Raad voor Vlaanderen.
Hij werd van 1958 tot 1989 gemeenteraadslid in Antwerpen en van 1963 tot 1982 was hij schepen, onder meer van onderwijs. Binnen de Antwerpse socialistische partij genoot hij van de sterke steun van zijn oom, de burgemeester van Deurne Maurice Dequeecker. Ook was hij van 1963 tot 1977 politiek secretaris van de BSP-afdeling van de stad Antwerpen en van 1971 tot 1982 voorzitter van de BSP-federatie van het arrondissement Antwerpen.
Tijdens en vooral na zijn politieke loopbaan, was hij de oprichter en gangmaker, samen met anderen, zoals Denise De Weerdt van de Stichting Camille Huysmans, en wijdde hij verschillende publicaties aan deze voorganger.

## Publicaties
- De Vlaams-Waalse verhoudingen, Brussel, 1962.
- De socialistische doctrine en de hedendaagse sociaal-economische werkelijkheid, Brussel, 1963.
- Camille Huysmans en het Joodse volk : een vriendschap voor het leven, Antwerpen, 1971.
- (samen met Denise De Weerdt) Camille Huysmans, geschriften en documenten
  - 1.
  - 2. Camille Huysmans en België tijdens wereldoorlog I, De Standaard uitg. &  Uitgeverij Ontwikkeling, Antwerpen,1975
- Stockholm 1917. Camille Huysmans in de schaduw van de Titanen, Antwerpen, 1996.
- Camille Huysmans en Lode Craeybeckx 1922-1968: het verhaal van een politieke relatie in goede en in kwade dagen, Antwerpen, Facet, 1999.
- Een stuk oude politieke cultuur achteraf bekeken, C. de Vries-Brouwers, 2006, ISBN 978 90 59272 34 7. (memoires)
- Maurice Dequeecker, 28 jaar burgemeester van Deurne, VUBprint, Brussel, 2009.